# 聖安通區
聖安通區（西班牙語：Distrito de San Antón），是秘魯的一個區，位於該國東南部普諾大區的阿桑加羅省，面積514.84平方公里，海拔高度3,960米，2005年人口7,128，人口密度每平方公里14人。